# Slottsbacken, Ekenäs
Slottsbacken i centrum av Ekenäs är en slottsruin som ligger i kommunen Raseborg.
Sten Eriksson Lejonhufvuds änka Ebba Månsdotter (Lilliehöök) började bygga ett slott 1571 i länet Raseborg, norr om dåvarande Ekenäs stadsområde (nu centrum av Ekenäs). Kung Johan III hade två år tidigare beviljat beviljat grevskapet åt honom och hans ättlingar.  Bygget slutfördes tydligen aldrig och ryssarna förstörde slottet i samband med den Stora ofreden och tog timmer för sina egna behov.  Arkeologiska utgrävningar genomfördes mellan 1961 och 1962 då man fann gråsten från slottet. Slottets stenfot syns fortfarande. Det finns nu en lekpark för barn innanför stenfoten. 